# Codi de descripció arxivística
El codi de descripció arxivística —Encoded Archival Description (EAD) en anglès— és un model de codificació dels inventaris d'arxius basat en el llenguatge XML, emparat per la Societat Americana d'Arxivers en col·laboració amb la The Library of Congress. L'EAD s'utilitza arreu del món i, de manera específica, en els arxius, biblioteques i museus per a descriure els fons, les col·leccions de manuscrits i les col·leccions jerarquitzades de documents o d'objectes (fotografies, microfilms o peçes de museus). L'eina està disponible en format DTD i mitjançant un esquema XML. L'ús de l'EAD s'ha generalitzat a molts països, sobretot a França i a Alemanya. En aquest darrer país s'utilitza als Bundesarchiv i a les biblioteques. També s'empra en projectes internacionals com el Portal europeu d'arxius.

## Desenvolupament
El desenvolupament de l'EAD ha començat el 1993 a la Universitat de Califòrnia a Berkeley. L'objectiu del projecte era crear un estàndard de codificació de les descripcions de documents d'arxius que pogués ser interpretada per un ordinador, facilitant les recerques i oferint una informació molt més completa que les informacions tradicionalment descrites amb el format MARC. La DTD havia de respondre als següents criteris : 
- Oferir les descripcions extenses que habitualment es troben en els inventaris d'arxius i facilitar el lligam d'uns elements amb els altres.
- Conservar la jerarquia existent en els diferents nivells de descripció.
- Tenir en compte la informació descriptiva heretada d'un nivell jeràrquic superior.
- Facilitar el desplaçament a l'interior d'una estructura que contingui una informació jerarquitzada.
- Permetre la indexació i l'extracció d'informació específica al nivell dels elements de la DTD.

El juliol de 1995 es constitueix un grup d'experts americans per perllongar el treball iniciat a Berkeley. Poc després, la Societat americana d'arxivers decideix prendre part en el desenvolupament de la DTD. El gener de 1996 la biblioteca del congrés assumeix el manteniment informàtic i la difusió de la informació de la DTD.
Inicialment desenvolupada en SGML, la DTD EAD ha esdevingut compatible amb l'XML per tal de facilitar una millor difusió a través del web. La versió EAD 1.0 es va publicar a finals de 1998 i en una segona versió EAD 2002, al desembre de 2002.
Al febrer de 2007 l'EAD és publicat mitjançant un esquema XML, que facilita el control del valor i del format de diverses informacions i afavoreix els intercanvis amb d'altres DTD, com a través de l'EAC (Context arxivístic codificat) que permet la codificació d'informacions sobre els productors de fons d'arxius.
Des de 2010, l'EAD es troba en procés de revisió per tal de millorar la seva interoperativitat amb altres normes arxivístiques, facilitar els intercanvis amb diferents organismes i permetre la reutilització de la informació més enllà del context de producció. Un subcomité tècnic de la societat americana d'arxivers s'encarrega de la revisió. En aquest comitè hi participen diversos experts internacionals. La publicació de la tercera versió de l'EAD es preveu per 2015.
L'EAD (versió 2) s'ha implementat en nombrosos organismes als Estats Units i a la resta del món. La difusió per internet dels fons d'arxius i dels catàlegs codificats amb EAD es fa mitjançant la utilització d'un llibre d'estil que transforma el codi XML en HTML o en PDF.